# Reformní strana (Mandátní Palestina)
Reformní strana (arabsky حزب الإصلاح العربي‎‎, Hizb-al-Islah) byla palestinská politická strana v Mandátní Palestině. V roce 1935 ji založil Husajn al-Chálidí.

## Historie
Reformní stranu Husajn al-Chálidí založil v době, kdy byl starostou Jeruzaléma. Strana si nevybudovala větší stranickou podporu a byla silnou jen v Jeruzalémě. Přesto měla silný hlas v arabském tisku. V programu volali po svobodné Palestině, vlastní vládě, zlepšení životních podmínek farmářů a dělníků, podpoře vzdělání a byli proti další židovské imigraci.
V roce 1937 Husajn al-Chálidí reprezentoval Reformní stranu ve Vysokém arabském výboru. Tím se podíleli na arabském povstání v Palestině v letech 1936–1939. Britská správa v reakci Vysoký arabský výbor a jeho členské politické strany zakázala. Husajn al-Chálidí byl zatčen, byl odvolán z funkce starosty a byl internován na Seychelách. Tím došlo k rozpuštění strany.